# Електронна обработка на данни
Електронната обработка на данни представлява използване на автоматизирани методи за обработката на данни. Обикновено се използват относително прости, последователни действия за обработване на големи количества сходна информация. Например в системата на търговията – актуализации на стоките при инвентаризация, банкови трансакции, трансакции при запазването и закупуването на самолетни билети чрез системите за резервации на самолетните компании, фактуриране на комунални услуги. Определението „електронна“ или „автоматична“ започва да се използва за „обработка на данни“ около 1960 г., за да се разграничи ръчната обработка на данни от хора от машинната.

## История
Първият компютър, използван за търговски цели, е разработен във Великобритания през 1951 г. от кетъринг организацията „J. Lyons and Co.“ Този компютър е известен като „Lyons Electronic Office“ или LEO. Той е доразвит и широко използван през 60-те и началото на 70-те години на ХХ век. Джо Лайънс създава отделна компания за разработката на компютрите LEO, която впоследствие след сливане образува „English Electric Leo Marconi“, а по-късно „International Computers Limited“. Към края на 50-те години на ХХ век производителите на офис техника започват да предлагат и компютри. Ранните търговски системи се внедряват само от големи организации. Те са единствените, които могат да си позволят да инвестират нужното време и капитал за закупуването на хардуер, наемането на персонал от специалисти, които да разработят персонализиран софтуер, и да преодолеят последващите (и често неочаквани) организационни и културни промени.
Първоначално отделните организации разработват свой собствен софтуер, включително самите услуги за управление на данни. Различни продукти могат също така да имат „еднократен“ (one-off) софтуер по поръчка. Този фрагментарен подход води до дублиране на усилията, а съставянето на информация за управление изисква ръчно усилие.
Високите разходи за хардуер и сравнително бавните скорости на обработка принуждават разработчиците да използват ресурсите „ефективно“. Форматите за съхранение на данни са силно съкратени. Типичен пример е премахването на века от датите, което в крайна сметка довежда до проблем 2000.
Въвеждането на данни изисква междинна обработка с помощта на перфоленти или перфокарти и отделно въвеждане в рамките на повтарящи се, трудоемки задачи, изключени от потребителския контрол и в хода на които могат да възникват грешки. При установяване на невалидни или неправилни данни е нужна корекция и повторно изпращане, която може да има последици за данните и за равнението на сметките.
Съхраняването на данни е строго поредно върху хартиена лента, а след това върху магнитна лента: използването на съхранение на данни в рамките на леснодостъпна памет не е икономически ефективно чак до изобретяването на твърдите дискове и пускането им в продажба през 1957 г. Значителен напредък се отбелязва през 1959 г., когато IBM обявява компютъра IBM 1401, а през 1962 г. ICT (International Computers & Tabulators) започва разпространение на компютъра ICT 1301. Както всички машини от този период, компютрите включват процесор и периферни устройства – магнитни ленти, дискове, барабани, принтери и вход и изход за карти и хартиени ленти, и за тях е необходимо значително пространство в специално изградени климатизирани помещения. Често части от инсталацията за перфокарти, по-специално сортировачите, са конструирани така, че през тях перфокартите да се въвеждат в компютъра в предварително сортиран вид, което намалява времето за обработка, необходимо при сортирането на голям обем от данни.
Съоръженията за обработка на данни стават достъпни за малките организации чрез т.нар. служби за компютърни услуги. Те предлагат обработка на специфични приложения, като например на заплатите, и най-често предшестват покупката на собствен компютър от клиентите. Организациите използват тези съоръжения за тестване на програми, докато чакат пристигането на собствената си машина.
Тези машини първоначално се доставят на клиентите с ограничен софтуер. Проектантите са разделени на две групи: системни анализатори, които изработват системните спецификации, и програмисти, които превеждат тези спецификации на машинен език.
Литературата за компютри и електронна обработка на данни не е широко достъпна и се ограничава най-вече до статии, фигуриращи в различни публикации по счетоводство, и материали, предоставяни от производителите на оборудването. Първото издание на „The Computer Journal“ е публикувано от British Computer Society в средата на 1958 г. Английският счетоводен орган, известен днес като Association of Chartered Certified Accountants (ACCA, в превод „Сдружение на сертифицираните експерт-счетоводители“), съставя комисия за електронната обработка на данни (юли 1958 г.) с цел информиране на своите членове за възможностите, които компютърът притежава. Първата брошура, издадена от комисията през 1959 г., е озаглавена „Въведение в електронните компютри“. Също така през 1958 г. Институтът на дипломираните експерт-счетоводители в Англия и Уелс изготвя статията „Електронни методи за счетоводство“. В бележките се посочват възможностите и евентуалните последици от използването на компютър.
По-напредничавите организации се опитват да надхвърлят прякото системно прехвърляне от оборудването за перфокарти и единични счетоводни машини към компютъра и да се насочат към съставянето на счетоводни за оборотната ведомост чрез интегрирани информационни системи. Нови процедури изцяло променят документооборота и различните организационни структури и свидетелстват за нуждата от основно преосмисляне на начина, по който информацията се представя на управителните органи, като също така отправят предизвикателства към принципите на вътрешен контрол, възприети от разработчиците на счетоводни системи. Пълната реализация на тези ползи обаче е трябвало да изчака появата на следващото поколение компютри.

## В днешно време
Както и при други промишлени процеси, търговските информационни технологии се преориентират от индустрия на индивидуалните поръчки, основана на занаятчийски подход, в която продуктът се създава за нуждите на купувача, към мултифункционални компоненти, готови за използване, които позволяват да се намери най-доброто решение за всяка ситуация. Масовото производство значително намалява разходите и прави ИТ достъпни дори и за най-малката организация.
LEO е хардуер, създаден за единичен клиент. Днес Intel Pentium и съвместимите чипове са стандарти и части от други компоненти, които се комбинират в зависимост от нужната функция. Една важна индивидуална промяна е освобождаването на компютрите и преносимата памет от защитените среди с филтрация на въздуха. Благодарение на влиятелността си компании като Microsoft и IBM неколкократно са налагали ред в сферата на ИТ и последвалите стандартизации са позволили на специализирания софтуер да се развива.
Софтуерът е директно достъпен. Редом с продукти като Microsoft Office и IBM Lotus съществуват и специализирани пакети, например за платежни ведомости и управление на персонала, поддръжка на сметките и управление на клиентите. Те са силно специализирани и включват сложни компоненти от по-големи среди, но разчитат на общи конвенции и интерфейси.
Съхранението на данни също е стандартизирано. Релационните бази данни се разработват от различни доставчици с използването на общи формати и конвенции. Често срещаните файлови формати могат да бъдат споделяни от големи мейнфрейм компютри и настолни персонални компютри, което позволява онлайн въвеждане и валидация в реално време.
Редом с това разработването на софтуер беше фрагментирано. Все още съществуват технически специалисти, но те все по-често използват стандартизирани методологии, при които резултатите са предвидими и достъпни. На другия край на скалата всеки офис мениджър може да се задълбочи в таблица или база данни и да получи приемливи резултати (в това обаче има и рискове, тъй като мнозина измежду тях не познават тестването на софтуер). Специализираният софтуер е софтуер, който е написан за конкретна задача, а не за широко приложение. Тези програми предоставят средства специално за целите, за които са проектирани.